# مقاطعة جلدغب
مقاطعة جلدغب (بالصومالية: Degmada Galdogob)‏) هي إحدى مقاطعات محافظة مدج بوسط الصومال، عاصمتها جلدغب.

## روابط خارجية
- مقاطعات الصومال
- الخريطة الإدارية لمقاطعة جلدغب